# Douglas (udde)
Douglas är en udde i Antarktis. Den ligger i Östantarktis. Nya Zeeland gör anspråk på området.
Terrängen inåt land är platt åt nordost, men åt sydväst är den kuperad. Terrängen runt Douglas sluttar österut. Trakten är obefolkad. Det finns inga samhällen i närheten.